# اندیس میلاکوه
میلاکوه یک اندیس فلزی است که در حوالی شهر کیاسر استان سمنان قرار دارد و مادهٔ معدنی موجود در آن، کادمیم است.سنگ میزبان این اندیس دولومیتها و آهکهای سلطانیه است و دیرینگی آن به دوران کامبرین می‌رسد. 